# Область Карру-Наміб
Область Карру-Наміб — порівняно невелика флористична область охоплює західну частину Південно-Західної Африки (включаючи значну частину Намібії) і Карру (аридні плато і міжгірські рівнини, що лежать на південь від р. Помаранчевої). Належить до Палеотропічного флористичного царства (Африканське підцарство).
Напівпустельний регіон Карру розташований переважно на території ПАР, а також прилеглих районах Намібії. Його загальна площа складає близько 395 тис. км2, тобто біля третини усієї території ПАР. Він розташований на північ приблизно від 34° півд. ш. і на захід від 27° сх. д. На північному заході в районі 27° півд. ш. напівпустеля упирається у берегову зону і плато на півдні Намібії, яке у свою чергу переходить в пустелю Наміб. Східніше Карру межує з пустелею Калахарі.

## Клімат
Клімат Карру континентально-субтропічний. Карру розташований між областю, де опади випадають взимку, і областю з переважанням літніх опадів. Річні опади, що випадають у Карру складають від 100 до 300 мм; у деяких районах половина їх припадає на зимовий період. Тривалі холодні періоди взимку в сукупності з річним розподілом опадів зумовили суворіший клімат пустелі Карру, ніж можна було б чекати виходячи із загальної кількості випадаючих опадів. На схід зростає кількість літніх опадів. Середньорічна температура коливається від 13 до 18°. Зимові температури досить високі: середньомісячна температура січня, зазвичай найтеплішого місяця, перевищує 20°.

## Флора
За різними оцінками, флора регіону Карру налічує від 3500 видів судинних рослин (Uhite, 1983) до 7000 видів (The Karoo Biome., 1987). Рівень ендемізму також дуже різниться у різних авторів: від 35 до 50% (Werger, 1978; Uhite, 1983). Точніша кількісна характеристика флори Карру утруднюється постійними систематичними перебудовами в найбільш великих родинах флори Mesembryanthemaceae, Aizoaceae, Asteraceae і Euphorbiaceae, роді Asparagus та ін. Так, наприклад, в родині Мезимбріантемові (Mesembryanthemaceae) в середньому на один таксон припадає майже 4 різних назви.
Ендемічних родин у флорі регіону немає, але є ряд характерних родин з численними ендемічними родами і видами. Зокрема, це стосується родин Asclepiadaceae (6 ендемічних родів і 160 ендемічних видів), Aizoaceae/Mesembryanthemaceae (95 ендемічних родів, близько 1500 ендемічних видів), Poaceae, Liliaceae s. l., Iridaceae, Scrophulariaceae і Asteraceae. Крім того, є ще близько 60 ендемічних родів в інших родинах (у тому числі Adenolobus, Arthraerua, Augea, Calicorema, Ceraria, Didelta, Ectadium, Grielum, Hypertelis, Kaokochloa, Leucophrys, Leucosphaera, Micmloma, Plonelytrum, Nymania, Phymaspemum. Plinthus, Sisyndite, Xerocladia).
У багатьох родах в Карру спостерігається концентрація ендемічних видів — таких як Aloe, Anacampseros, Babiana, Chrysocoma, Cotyledon, Crassula, Eriocephalus, Euphorbia, Gasteria, Haemanthus, Hawrthia, Hermannia, Pelargorium. Pentzia, Ptemna, Relhania, Sarcocalon, Stipagrostis, Tetragonia, Zygophyllum.
Флористично Карру дуже неоднорідний, в південних районах значний вплив найбагатшої  капської флори, а в північних переважають елементи судано-замбезійської флори. В цілому флора Карру значно багатша, ніж флора пустель Наміб і Калахарі. Оскільки Карру знаходиться між Капською областю, де дощі йдуть взимку, і плоскогір'ям, що примикає з півночі, де дощі випадають влітку, цей регіон характеризується винятковою різноманітністю  сукулентів. Разом з сукулентами деяку роль відіграють і чагарнички (переважно складноцвіті), що мають велику кормову цінність (для овець). У рослинному покриві Малого Карру, розташованому на південь від гір Свартберг, з'являється домішка капських елементів, властивих області зимових дощів.
У північній частині пустелі Наміб і в південно-західній частині Анголи є одна монотипна ендемічна родина вельвічиєвих (Welwitschiaceae), що відноситься до голонасінних рослин і дуже ізольована в систематичному відношенні. Там же ендемічний рід Acanthosicyos — деревоподібна рослина з родини гарбузових, що росте на піщаних дюнах і виникло в процесі еволюції від ліанових предків. Флора області дуже багата ендемічними видами. Особливо характерні види Mesembryanthemum і близьких родів Tetragonia, Pelargonium, Rhigozum, а також Pentzia, Pteronia і інших чагарникових складноцвітих. За даними досліджень класика південноафриканської геоботаніки J. Acocks (1975), за останні 500 років в регіоні Карру сталися сильні кліматичні зміни, що відбиваються в рослинному покриві. Замість колись звичайних тут степів з переважанням солодких злаків поширилася карроїдна рослинність з переважанням сукулентів.

## Ресурси Інтернету
- Нама-Карру

## Виноски
1. ↑  The Karoo Biome: a preliminary synthesis. Part 2 — vegetation and history. (ed. R. M. Cowling, P. W. Roux). — A report of the Committee for Terrestrial Ecosystems / South African National Scientific Programmes. — Report No. 142. — Pretoria, 1987. — 139 p.
2. ↑  Werger M.J.A. The Karoo and southern Kalahari // Evenari M., Noy-Meir I., Goodall D.W. (eds.). // Hot desert and arid shrublands. — Amsterdam: Elsevier, 1986. — Р. 283–359.
3. ↑  Acocks J.P.H. Veld types of South Africa // Memoirs of the Botanical Survey of South Africa, 1988. - No 57. - P. 1–146.